# 帕夫拉·奥特克
帕夫拉·奥特克（羅馬化：Pavla Otke，1913年—1955年），出生于俄罗斯帝国乌埃连，楚科奇族，苏联政治人物，1946年—1954年间担任楚科奇民族区工人代表大会执行委员会主席。

## 生平
奥特克出生在楚科奇乌埃连村的一个猎人家庭，早年在村里的学校一边学习一边做清洁工，1928年11月成为他们学校首批少先队员。毕业后，当地共青团区委推荐奥特克参加无线电技术培训，他在培训结束后成为了船只的无线电操作员。后来，奥特克到哈特尔库村（俄语译名为哈特尔卡）的一个寄宿小学担任教师和翻译，并负责扫盲工作。
1936年，奥特克被任命为楚科奇民族区的毛皮店经理，同年进入位于列宁格勒的北方人民学院学习，翌年毕业。毕业后，他回到家乡担任公职，1941年加入全联盟共产党（布尔什维克）。1943年，奥特克担任楚科奇民族区治下的楚科奇区执行委员会主席，此时正值苏德战争时期，奥特克在任内做了楚科奇为前线士兵筹集毛皮大衣和军费的工作。
1946年，奥特克接替捷夫良托当选楚科奇执行委员会主席，同时当选为第二届楚科奇选区的苏联最高苏维埃代表（后连任一届），在他的任内，楚科奇的工业、教育都得到了一定程度的发展，1950年奥特克因工作成绩较好被授予列宁勋章。1954年，奥科特自执行委员会主席一职上卸任，由伊万·鲁利特捷金接任。

## 家庭
奥特克育有五个女儿，其长女娜杰日达·奥特克也曾担任过楚科奇地区领导人。

## 纪念
现今的楚科奇自治区首府阿纳德尔有一条以奥特克命名的街道。